# 固原市
固原市（こげん-し）は中華人民共和国寧夏回族自治区に位置する地級市。全国重点文物保護単位の須弥山石窟がある。

## 歴史
2001年7月7日に固原市の設立。

## 地理
寧夏回族自治区の南部に位置し、呉忠市、中衛市、甘粛省に接する。

## 行政区画
1市轄区・4県を管轄する。
- 市轄区：
  - 原州区
- 県：
  - 西吉県・隆徳県・涇源県・彭陽県

| 固原市の地図                       |
| ---------------------------------- |
| 原州区 西吉県 隆徳県 涇源県 彭陽県 |

### 年表
この節の出典

#### 西海固回族自治区
- 1953年12月21日 - 甘粛省平涼専区西吉県・海原県・固原県を編入。西海固回族自治区が成立。(3県)
- 1953年12月 - 平涼専区隆徳県・静寧県の各一部が西吉県に編入。(3県)
- 1954年6月 - 固原県の一部が西吉県に編入。(3県)
- 1955年3月8日 - 平涼専区平涼県の一部が固原県に編入。(3県)
- 1955年11月18日 - 西海固回族自治区が固原回族自治州に改称。

#### 固原回族自治州
- 1956年5月22日 - 固原県の一部が海原県に編入。(3県)
- 1956年6月12日 (3県)
  - 定西専区会寧県の一部(蘇坪郷の一部)が西吉県に編入。
  - 西吉県の一部(王傅溝村・白李家湾村・地谷川村・白家岔村・安岔村・東岔里村)が定西専区会寧県に編入。
- 1956年9月11日 - 平涼専区静寧県の一部が西吉県に編入。(3県)
- 1957年5月10日 - 海原県の一部が定西専区靖遠県に編入。(3県)
- 1957年8月23日 - 固原県の一部が西吉県に編入。(3県)
- 1957年10月16日 - 平涼専区隆徳県の一部が西吉県に編入。(3県)
- 1958年3月31日 (3県)
  - 平涼専区鎮原県の一部(張峴郷の一部)が固原県に編入。
  - 固原県の一部(民楽郷の一部)が平涼専区鎮原県に編入。
- 1958年9月5日 - 固原県・西吉県・海原県が寧夏回族自治区固原専区に編入。

#### 固原地区
- 1958年9月5日 - 甘粛省固原回族自治州固原県・西吉県・海原県、平涼専区隆徳県・涇源回族自治県を編入。寧夏回族自治区固原専区が成立。(5県)
  - 涇源回族自治県が県に移行し、涇源県となる。
- 1958年9月25日 - 西吉県の一部が隆徳県に編入。(5県)
- 1965年1月20日 - 甘粛省平涼専区平涼県の一部が涇源県に編入。(5県)
- 1970年10月10日 - 固原専区が固原地区に改称。(5県)
- 1983年7月29日 - 固原県の一部が分立し、彭陽県が発足。(6県)
- 2001年7月7日 - 固原地区が地級市の固原市に昇格。

#### 固原市
- 2001年7月7日 - 固原地区が地級市の固原市に昇格。(1区5県)
  - 固原県が区制施行し、原州区となる。
- 2003年2月28日 - 原州区の一部が涇源県に編入。(1区5県)
- 2003年12月31日 - 海原県が中衛市に編入。(1区4県)
- 2008年2月18日 - 原州区の一部が中衛市海原県に編入。(1区4県)
- 2008年9月11日 - 原州区の一部が中衛市海原県に編入。(1区4県)

## 交通
- 鉄道
  - 宝中線（陝西省宝鶏市 - 甘粛省平涼市 - 中衛市）
- 道路
  - G309国道
- 航空
  - 固原六盤山空港